# Mirosław Szypowski

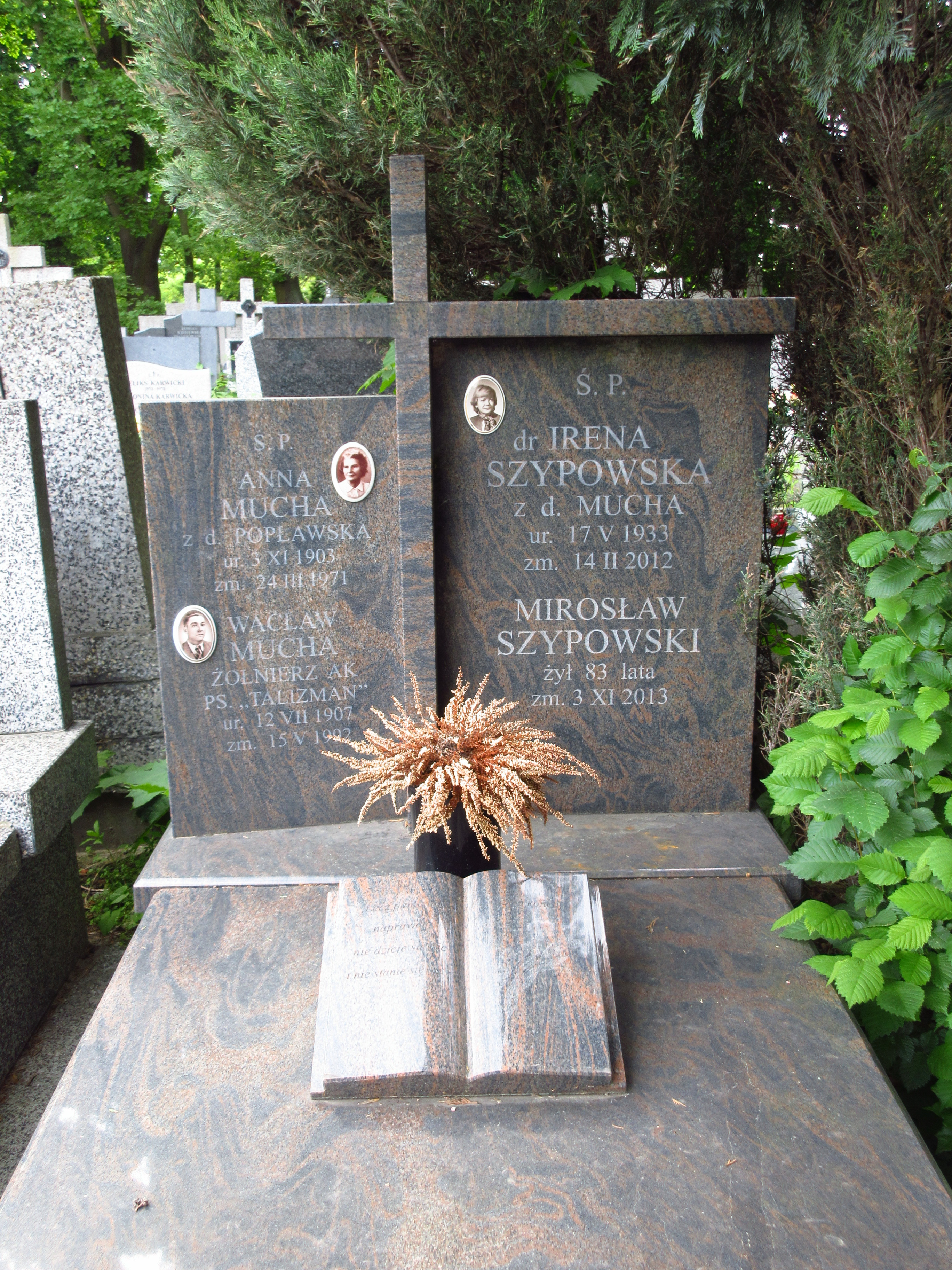
Grób Mirosława Szypowskiego na cmentarzu Bródnowskim

Mirosław Szypowski (ur. 1930, zm. 3 listopada 2013) – polski nauczyciel, działacz harcerski, działacz na rzecz reprywatyzacji gruntów warszawskich, prezydent (prezes) Polskiej Unii Właścicieli Nieruchomości oraz wiceprezydent Światowej Unii Właścicieli Nieruchomości (UIPI).

## Życiorys
W latach 1954−1960 pracował jako nauczyciel. Od 1960 pracownik Związku Harcerstwa Polskiego, komendant hufca Grochów, a następnie hufca Wola.
Od 1977 był działaczem Warszawskiego Zrzeszenia Właścicieli i Zarządców Nieruchomości, a od  1990 jego prezesem. Był jednym z założycieli i w latach 1991−2013 prezydentem Polskiej Unii Właścicieli Nieruchomości (kadencja miał upłynąć w 2016). W latach 1993–1996 piastował funkcję wiceprezydenta do spraw krajów Europy Wschodniej Światowej Unii Właścicieli Nieruchomości (UIPI). Był także przewodniczącym Ogólnopolskiego Porozumienia Organizacji Rewindykacyjnych. W 1997 bez powodzenia ubiegał się o mandat posła na Sejm w okręgu podwarszawskim z listy Unii Prawicy Rzeczypospolitej.
Był krytykiem roszczeń Światowego Kongresu Żydów odnośnie do zwrotu majątku także po zamordowanych bezpotomnie ofiarach Holocaustu oraz polityki reprywatyzacyjnej rządu premiera Donalda Tuska.
Pochowany na cmentarzu Bródnowskim w Warszawie (kw. 16N 6-29).

## Odznaczenia
- Złoty Krzyż Zasługi (2003)[5]
- Odznaka honorowa „Za Zasługi dla Warszawy” (1965)[2]